# Каузен (команда Формулы-1)
Каузен (Kauhsen) — команда Формулы-1, выступала в сезоне 1979 года всего в двух гонках. Оба раза единственный пилот команды Джанфранко Бранкателли  не смог пройти квалификацию.

## До Формулы-1
В начале 70-х годов Вилли Каузен неплохо выступал в категории спорткаров, а также в паре с Жераром Ляруссом смог добиться второго места в Ле-Мане. К сезону 1977 года он решил участвовать в чемпионате Формулы-2, для чего приобрёл прошлогодние чемпионские машины «Рено».
Вначале результаты были весьма неплохи, на первом этапе даже удалось завоевать поул-позицию, но в дальнейшем улучшения, вносимые командой в конструкцию автомобилей, приводили только к ухудшению результатов. Гонщикам команды, среди которых отметились Витторио Брамбилла, Мишель Леклер и даже Ален Прост, часто не удавалось даже пройти квалификацию. Единственным хорошим результатом стало 3-е место Брамбиллы на этапе в Мизано.

## Формула-1
Несмотря на эти неудачи, Каузен вынашивал планы по переходу в Формулу-1 в 1978 году. Изначально предполагалось приобрести японское шасси «Kojima», неплохо зарекомендовавшее себя на Гран-при Японии 1976 и 1977 годов. Сделка сорвалась, и было принято решение строить собственный болид для участия в сезоне 1979 года. Для работы было привлечено несколько знакомых инженеров из Ф-2 и Ф-3, а также несколько специалистов из университета города Ахена.
Для постройки шасси было нанято несколько механиков, из которых только один имел опыт работы с алюминиевыми конструкциями. Вообще, вся компания не имела решительно никакого опыта в аэродинамике и конструировании автомобилей Формулы-1.
В качестве образца для подражания был выбран автомобиль команды «Лотус», оснащённый граунд-эффектом. Вначале Каузен планировал использовать двигатели «Альфа-Ромео», в связи с тем что он сам имел с ними дело, гоняясь в спорткарах. Но итальянцы решили выставить заводскую команду, так что пришлось использовать стандартный для тех лет мотор «Косворт» DFV V8
В остальном болид также представлял собой типичный автомобиль конца 70-х годов: мотор «Косворт» DFV, коробка передач «Hewland», шины «Goodyear», и так далее. Из-за поздно заключённого контракта, а также общего недостатка финансирования, шины команде доставались по остаточному принципу.
Получившийся аппарат был на удивление мало похож на Lotus 79, имел сильно выдвинутое вперёд заднее антикрыло и был очень короткобазным. После тестов, проведённых итальянцем Джанфранко Бранкателли выяснилось, что при проектировании разработчики не учли «приседание» болида при торможении, что фактически сводило на нет весь граунд-эффект.
Вследствие этого в конструкцию внесли изменения, и был построен второй болид. Он получился не в пример угловатее первого, а также стал длиннее из-за того, что пришлось увеличить объём топливного бака. Был подписан контракт с Патриком Невом, вместе с ним пришли спонсоры, денег которых хватило бы на три болида и шесть моторов. Также в тестах на трассах в Хоккенхайме принимал участие Харальд Эртль, но был уволен после того как разбил машину. Нев также провёл тесты в Поль Рикаре, где показал время на 6 секунд хуже среднего времени на этой трассе.
К этому моменту неожиданно возникла проблема с лицензией на выступления в сезоне 1979, так как в FISA не смогли обналичить чек команды со вступительным взносом. Нев немедленно покинул команду вместе со своим спонсором. Наконец, в январе 1979 года Бранкателли получил место постоянного пилота команды. Нашёлся и новый спонсор, принёсший полтора миллиона марок, и первое выступление команды состоялось на этапе Британской Формулы-2 в Зольдере. Болид носил наименование Kauhsen WK004. Чего бы то ни было осязаемого достигнуть не удалось, и после оплаты вступительного взноса команда появилась на Гран-при Испании.
В Хараму команда привезла сразу два болида: WK004 и улучшенный WK005. В этом виде болид был ещё менее похож на Lotus 79, было очевидно, что команда забросила идею граунд-эффекта и вернулась к традиционной схеме построения авто. Заднее крыло вернулось на положенное место, а весь болид стал ещё длиннее чем раньше.
Более того, помимо ущербного шинного контракта, пропуск первых Гран-при сезона привёл  к тому, что команда осталась без места в боксах, и только посредничество Берни Экклстоуна помогло команде арендовать половину гаража у «Lotus». Вынужденный квалифицироваться на старых шинах, Бранкателли показал наихудшее из 27 участников время, проиграв почти 9 секунд времени поула и четыре — ближайшему из соперников.
После подобного провала команду покинул главный конструктор, но команда всё же привезла на следующий этап в Бельгии WK005. Огромное количество переделок, а также отсутствие денег и главного конструктора, не могло позитивно отразиться на результатах. Бранкателли снова был худшим из 28 участников, проиграв более 13 секунд поулу и более 6-ти ближайшему из соперников. До последнего места на старте ему не хватило аж 9 секунд. Учитывая всё это, Каузен принял решение отказаться от продвижения собственных болидов. Некоторое время он планировал купить клиентский Lotus 79, но затем обнаружил, что мексиканский гонщик Эктор Ребаке уже занял эту нишу. После этого команда была расформирована, а имущество — продано команде Merzario. Шасси Kauhsen WK004 итальянская команда впоследствии использовала с индексом Merzario A4, но результаты не изменились.

## Результаты гонок в Формуле-1
| Легенда к таблице |                                                                    |
| --- | ------------------------------------------------------------------ |
| В таблице перечислены результаты всех Гран-при Формулы-1, в которых принимала участие команда. Строками таблицы являются сезоны, столбцами — этапы чемпионата мира. В каждой клетке указаны сокращённое название этапа и результаты гонщиков команды, дополнительно обозначенные цветом. Расшифровка обозначений и цветов представлена в нижеследующей таблице. |                                                                    |
| \| Пример \| Описание \| \| ------------ \| ------------------------------------------------------------------ \| \| 1 \| Победитель \| \| 2 \| Второе место \| \| 3 \| Третье место \| \| 5 \| Финишировал, заработав очки \| \| Сход \| Не финишировал, но при этом заработал очки \| \| 12 \| Финишировал, не получив очков \| \| НКЛ \| Финишировал, но не попал в финальную классификацию \| \| 15 \| Участвовал вне зачёта, либо по отдельной классификации \| \| 18 \| Не финишировал, но попал в финальную классификацию \| \| Сход \| Не финишировал \| \| НКВ \| Не прошёл квалификацию \| \| НПКВ \| Не прошёл предквалификацию \| \| ДСК \| Дисквалифицирован \| \| ИСК \| Исключён из протокола соревнований \| \| ТТ \| Заявлен для участия только в тренировках \| \| НС \| Участвовал в квалификации, но не стартовал в гонке \| \| Т \| Травмирован или болен \| \| ОТК \| Отказ от участия \| \| НТР \| Прибыл на соревнования, но на трассу не выезжал \| \| НПР \| Был заявлен в числе участников, но не прибыл к началу соревнований \| \| О \| Соревнования отменены \| \| \| Не участвовал \| \| Поул-позиция \| \| \| Быстрый круг \| \| |                                                                    |
| Пример | Описание                                                           |
| 1 | Победитель                                                         |
| 2 | Второе место                                                       |
| 3 | Третье место                                                       |
| 5 | Финишировал, заработав очки                                        |
| Сход | Не финишировал, но при этом заработал очки                         |
| 12 | Финишировал, не получив очков                                      |
| НКЛ | Финишировал, но не попал в финальную классификацию                 |
| 15 | Участвовал вне зачёта, либо по отдельной классификации             |
| 18 | Не финишировал, но попал в финальную классификацию                 |
| Сход | Не финишировал                                                     |
| НКВ | Не прошёл квалификацию                                             |
| НПКВ | Не прошёл предквалификацию                                         |
| ДСК | Дисквалифицирован                                                  |
| ИСК | Исключён из протокола соревнований                                 |
| ТТ | Заявлен для участия только в тренировках                           |
| НС | Участвовал в квалификации, но не стартовал в гонке                 |
| Т | Травмирован или болен                                              |
| ОТК | Отказ от участия                                                   |
| НТР | Прибыл на соревнования, но на трассу не выезжал                    |
| НПР | Был заявлен в числе участников, но не прибыл к началу соревнований |
| О | Соревнования отменены                                              |
| | Не участвовал                                                      |
| Поул-позиция |                                                                    |
| Быстрый круг |                                                                    |

| Год  | Шасси                       | Двигатель             | Пилоты      | 1   | 2   | 3   | 4   | 5   | 6   | 7   | 8   | 9   | 10  | 11  | 12  | 13  | 14  | 15  | Место | Очки |
| ---- | --------------------------- | --------------------- | ----------- | --- | --- | --- | --- | --- | --- | --- | --- | --- | --- | --- | --- | --- | --- | --- | ----- | ---- |
| 1979 | Kauhsen WK004 Kauhsen WK005 | Ford Cosworth DFV, V8 |             | АРГ | БРА | ЮАР | СШЗ | ИСП | БЕЛ | МОН | ФРА | ВЕЛ | ГЕР | АВТ | НИД | ИТА | КАН | США | НКВ   | 0    |
| 1979 | Kauhsen WK004 Kauhsen WK005 | Ford Cosworth DFV, V8 | Бранкателли |     |     |     |     | НКВ | НКВ |     |     |     |     |     |     |     |     |     | НКВ   | 0    |